# Ternstroemia beccarii
Ternstroemia beccarii är en tvåhjärtbladig växtart som beskrevs av Otto Stapf och Ridley. Ternstroemia beccarii ingår i släktet Ternstroemia och familjen Pentaphylacaceae. Inga underarter finns listade i Catalogue of Life.